# Ellen Sturgis Hooper
Pour les articles homonymes, voir Sturgis et Hooper.
Ellen Sturgis Hooper, née le 17 février 1812 à Boston, au Massachusetts, et morte dans la même ville le 3 novembre 1848, est une poétesse américaine. Elle a été membre du Transcendental Club (en).

## Biographie
Fille de William F. Sturgis (en), un riche marchand, et d'Elizabeth M. Davis, elle devient l'épouse de Robert William Hooper (en), un célèbre docteur bostonien, en 1837.
La poésie d'Ellen Sturgis Hooper est régulièrement commandée par Ralph Waldo Emerson et publiée dans The Dial (en). Ses poèmes apparaissent également au sommaire de l'Æsthetic Papers d'Elizabeth Peabody publié en 1849. The Wood-Fire, un de ses poèmes parmi les plus connus, figure dans Walden ou la Vie dans les bois de Henry David Thoreau, publié en 1854.
Ellen est morte de tuberculose à l'âge de 36 ans.